# Simón Bolívar (Tabasco)
Simón Bolívar es una localidad del municipio de Nacajuca ubicado en la subregión centro del estado mexicano de Tabasco. Esta localidad fue desconurbada de Nacajuca el 15 de diciembre de 2016.

## Geografía
La localidad de Simón Bolívar se sitúa en las coordenadas geográficas 18°09′25″N 93°00′36″O / 18.157062, -93.009946, a una elevación de 9 metros sobre el nivel del mar.

## Demografía
Según el Conteo de Población y Vivienda 2020, efectuado por el Instituto Nacional de Estadística y Geografía, la localidad de Simón Bolívar tiene 613 habitantes, de los cuales 308 son del sexo masculino y 305 del sexo femenino. Su tasa de fecundidad es de 2.25 hijos por mujer y tiene 166 viviendas particulares habitadas.
| Gráfica de evolución demográfica de Simón Bolívar entre 2020 y 2020 |
|                                                                     |
| INEGI.                                                              |